# Chiesa di Santa Caterina in Begato
La chiesa di Santa Caterina è un edificio religioso del quartiere genovese di Rivarolo. La sua comunità parrocchiale fa parte del vicariato di Rivarolo dell'arcidiocesi di Genova. La chiesa, affacciata su un piccolo sagrato, a cui si accede tramite una rampa mattonata, domina dall'alto la piazza don Giovanni Mantero, centro della frazione collinare di Begato.

## Storia

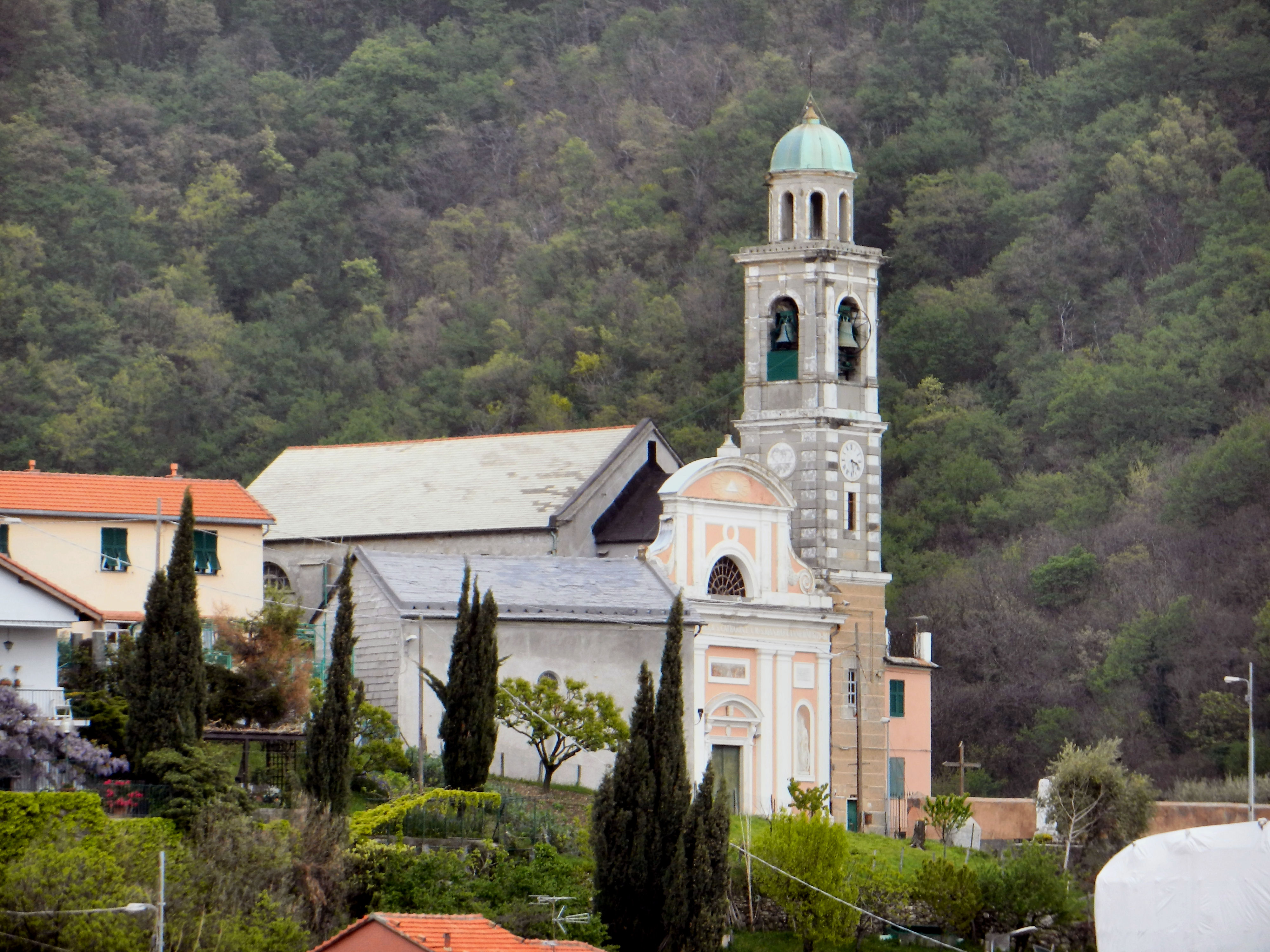
Veduta d'insieme

La chiesa è citata per la prima volta in un documento notarile del 1514, in cui cinque abitanti di Begato, appartenenti alle famiglie Santamaria, Massardo, Pozzolo e Ponte, commissionarono un quadro raffigurante Santa Caterina d'Alessandria al pittore Francesco da Cremona; in una bolla pontificia del 1519 è indicata come dipendente dalla parrocchia di Santo Stefano di Geminiano,  e tale rimase fino al 1639, anno in cui su impulso del nobile Giovanni Paolo Airolo fu eretta in parrocchia dal cardinale Stefano Durazzo sotto il duplice titolo di Santa Caterina d'Alessandria e San Giovanni Battista. Il titolo di San Giovanni Battista fu poi ceduto alla vicina chiesa della Costa di Rivarolo quando quest'ultima divenne parrocchia autonoma (1917).
Sempre nel XVII secolo fu ricostruita ma successivamente subì saccheggi nel corso degli avvenimenti bellici del 1746-1747 e gravi danni nel 1800, quando fu colpita da un cannoneggiamento dei francesi. Già nel corso del XVIII secolo il patrimonio artistico della chiesa era stato depauperato da un parroco che aveva venduto alla chiesa di San Giorgio di Bavari l'altare in marmo, alcuni arredi sacri e una reliquia di san Fabiano.
Ridotta in stato di degrado dopo questi avvenimenti, nonostante modesti interventi di restauro le autorità arrivarono a minacciarne la chiusura, per cui si rese necessaria la totale ricostruzione. I lavori, su disegno dell'ingegner Giuseppe Massardo, ebbero inizio però solo nel 1879 per volontà del parroco Giovanni Mantero, grazie ai contributi di alcuni ricchi benefattori e con il lavoro manuale di numerosi parrocchiani. Nel rifacimento venne mantenuto lo stile barocco del precedente edificio. Nel 1890 fu eretto il campanile. La nuova chiesa fu consacrata il 4 giugno 1893 da mons. Fortunato Vinelli, vescovo di Chiavari.
Lavori di restauro, che hanno interessato il campanile e le coperture, sono stati condotti tra il 2012 e il 2016.

## Descrizione

### Esterno

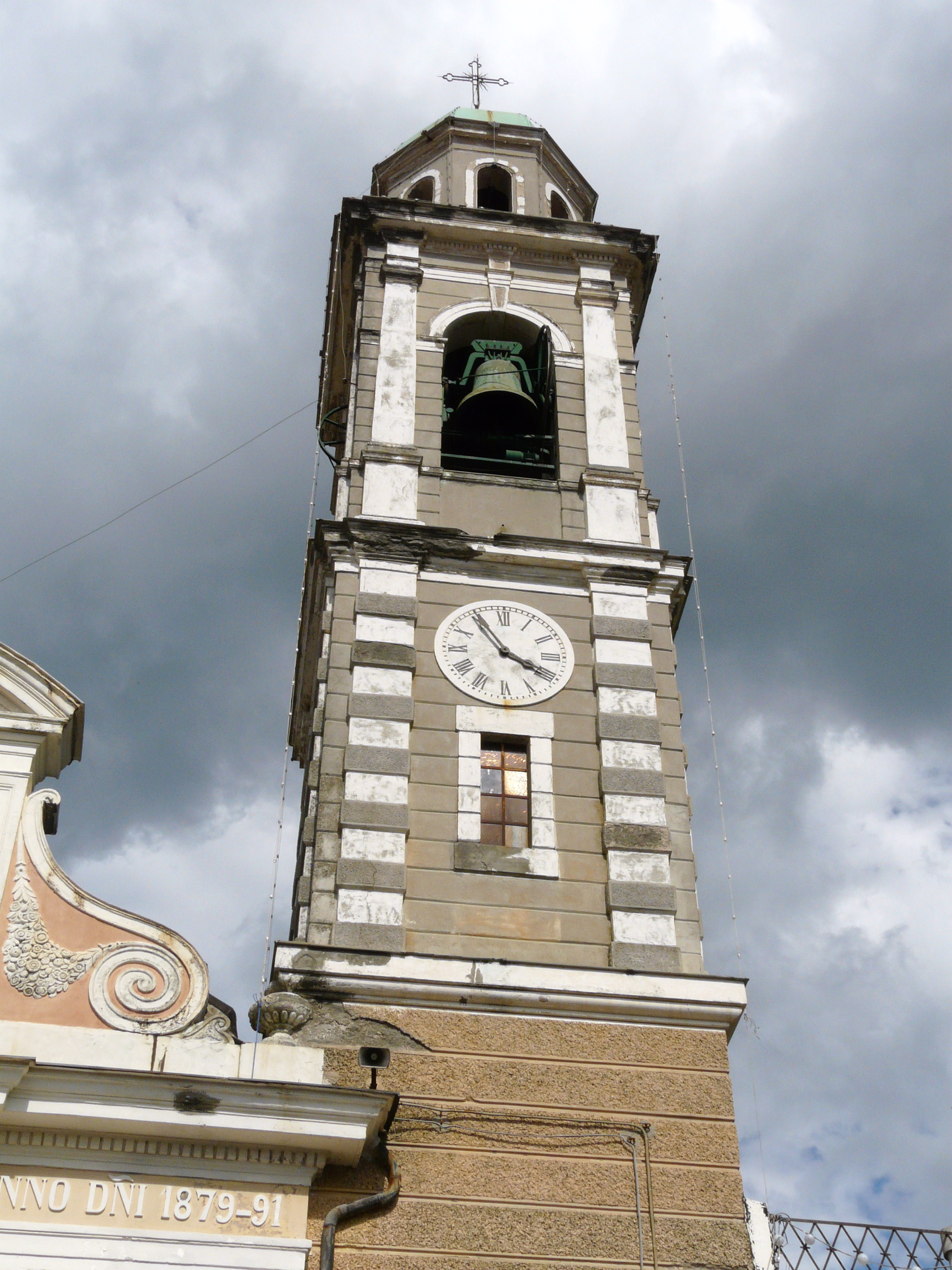
Campanile

Al centro della facciata, tripartita da lesene, c'è un affresco raffigurante Santa Caterina che discute con i dotti, a sinistra e a destra le immagini dei due santi patroni, San Giovanni Battista e Santa Caterina. Sul sagrato si affacciano il campanile, la canonica e l'oratorio di Nostra Signora del Rosario. Il tetto a falde ha la copertura in lastre di ardesia.

### Interno
La chiesa, ad aula unica, ha sei altari laterali e l'altare maggiore in marmo, opera di Angelo Ortelli.

### Opere d'arte
Vi sono conservate tele di Giacomo Beni (San Giovanni della Croce e San Giovanni della Croce in preghiera della Madonna del Carmelo) e Gioacchino Assereto (Morte di Santa Monica), oltre ad un antico pulpito proveniente dallo scomparso ospedale di San Biagio del Borghetto.
La chiesa conserva anche alcune statuine lignee da presepe del periodo barocco, opera di artigiani genovesi del Settecento. Le statuine, in legno policromo e alte circa 80 cm, furono ritrovate nel 1970 nel sottotetto della chiesa, nascoste forse per evitarne il furto durante la seconda guerra mondiale, e sono state restaurate presso il laboratorio di restauro della Regione Liguria.